# 日本式蜂型
日本小型 日本式蜂型
- 分類：モーターグライダー
- 設計者：宮原旭
- 製造者：日本小型飛行機
- 運用者：日本学生航空連盟
- 初飛行：1941年2月7日
- 生産数：1機
- 運用状況：退役

日本式蜂型（にほんしきはちがた）は、日本小型飛行機が開発・製造した初の日本製モーターグライダー（動力滑空機）。

## 概要
日本小型飛行機の宮原旭技師は、1940年（昭和15年）にかねてから構想していた「グライダーによる飛行の経験者がすぐ操縦できる小型飛行機」の開発に着手した。この計画はモーターグライダー（モーターソアラー）としてまとまり、1940年11月に実機1機の製作を開始。翌1941年（昭和16年）2月初頭に完成し、2月7日に羽田の東京飛行場で初飛行した。その後、この機体は羽田で試験飛行を行ったのちに日本学生航空連盟（学連）の所属機となった。また、満州飛行協会も3機の蜂型を導入する予定だったが、太平洋戦争の戦時体制下突入を受けて中止された。
胴体は木製モノコック構造、翼は木製骨組みに羽布張り。形状はソアラー（上級滑空機）に近い密閉風防を持つ中翼単葉で、滑空性能を重視したためエンジンは機首に装備された。降着装置は前後に一本ずつ備えられた単車輪の主脚と尾輪のみで、主脚には覆いがつけられている。

## 諸元
- 全長：7.56 m
- 全幅：15.00 m
- 全高：1.60 m
- 主翼面積：15.5 m2
- 自重：257 kg
- 全備重量：341 kg
- エンジン：AVA 空冷水平対向4気筒（公称28 hp） × 1
- 最大速度：134 km/h
- 滑空速度：71.6 km/h
- 実用上昇限度：3,000 m
- 航続時間：1時間
- 乗員：1名